# Quintal (Haute-Savoie)
Quintal település Franciaországban, Haute-Savoie megyében. Lakosainak száma 1252 fő (2022. január 1.). Quintal Saint-Jorioz, Sevrier, Viuz-la-Chiésaz és Annecy községekkel határos.

## Népesség
A település népességének változása:
| Lakosok száma | 1211 | 1209 | 1272 | 1238 | 1253 | 1252 | 1254 | 1247 | 1252 |
|               | 2013 | 2015 | 2016 | 2017 | 2018 | 2019 | 2020 | 2021 | 2022 |